# Попов, Семён Кузьмич
Семён Кузьмич Попов (15 сентября 1916 — 30 июня 1999) — начальник радиостанции 47-й отдельной гвардейской разведывательной роты (48-я гвардейская стрелковая дивизия, 28-я армия, 1-й Белорусский фронт) гвардии старшина, участник Великой Отечественной войны, кавалер ордена Славы трёх степеней.

## Биография
Родился 15 сентября 1916 года в слободе Бор Нижне-Девицкого уезда Воронежской губернии, ныне село Бор Нижнедевицкого района Воронежской области в семье крестьянина. Русский. Окончил 6 классов. Работал в колхозе, трактористом в машинно-тракторной станции.
В 1937—1940 годах проходил срочную службу в Красной Армии, участник войны с Финляндией.
В июле 1941 года был вновь призван в армию. В боях Великой Отечественной войны с июля 1942 года. Воевал на Юго-Западном, Степном, 2-м и 3-м Украинских и 1-м Белорусском фронтах. Член ВКП(б)/КПСС с 1944 года. К осени 1943 года воевал начальник радиостанции 47-й отдельной гвардейской разведывательной роты 48-й гвардейской стрелковой дивизии, в её составе прошёл до Победы.
В составе разведгрупп неоднократно участвовал в поисках в тылу противника, обеспечивая бесперебойную радиосвязь. Так 13 сентября 1943 года при преследовании отступающего противника в районе села Княжное (Нововодолажский район Харьковской области) обеспечивал данными наблюдения разведгруппу, под огнём противника своим телом прикрывал рацию. За этот бой получил первую боевую награду — орден Красной Звезды.
В период наступательных боёв летом-осенью 1943 года гвардии старший сержант Попов 12 раз проходил в тыл противника с радиостанцией, передавая командованию ценные сведения. 24-28 октября в районе села Новогуревка и станции Божедаровка (Криничанский район Днепропетровской области), находясь на выгодной позиции, передал нашей артиллерии координаты двух складов с боеприпасами, которые затем были разбиты. В районе деревни Новогурьевка принял активное участие в захвате «языка».
Приказом по частям 27-го гвардейского стрелкового корпуса от 7 декабря 1943 года (№ 26/н) гвардии старший сержант Попов Семён Кузьмич награждён орденом Славы 3-й степени.
В конце марта 1944 года дивизия была выведена в тыл и переброшена на 1-й Белорусский фронт, в район города Новозыбков (Брянская область). К лету 1944 года гвардии старшина Попов имел на своём счету 75 выходов в тыл врага. Летом участвовала в операции «Багратион». В боях за освобождение Белоруссии и Польши гвардии старшина Попов заслужил ещё два ордена Славы.
В наступательных боях с 24 июня по 18 июля 1944 года 8 раз проходил в глубокий тыл врага, обеспечивая работу разведгрупп бесперебойной связью. 3 июля 1944 года в районе города Морочь (Минская область, Белоруссия) гвардии старшина Попов выявил скопление танков, в результате был сорван удар по наступающей пехоте. С 8 по 13 июля 1944 года своевременно передавал сведения о сосредоточение сил противника в полосе наступления 20-го стрелкового корпуса. 9 июля в схватке с врагом лично уничтожил до 15 гитлеровцев.
Приказом по войскам 28-й армии от 8 августа 1944 года (№ 43/н) гвардии старшина Попов Семён Кузьмич награждён орденом Славы 2-й степени.
В наступательных боях с 14 по 23 августа 1944 года гвардии старшина Попов трижды выходил в глубокий тыл врага. 14 августа в районе села Бялки, пройдя передний край противника, несколько дней систематически передавал сведения о перегруппировке сил противника, обнаружил местоположение танковой группировки. 20 августа в районе населённого пункта Суленов лично захватил пленного и ценные документы. 23 августа вблизи населённых пунктов Козлы-Дембинки, Яново, Селенжаны разведал огневые средства и инженерные сооружения в обороне противника, передал командованию сведения о смене частей. Был представлен к награждению орденом Отечественной войны 2-й степени, командующим 28-й армии статус награды изменён на орден Славы 1-й степени.
На завершающем этапе войны был удостоен ещё двух боевых орденов — Отечественной войны 1-й и 2-й степеней. В боях на улице города Берлин участвовал в штурме домов, превращённых в укреплённые пункты, лично участвовал в рукопашных схватках.
Указом Президиума Верховного Совета СССР от 24 марта 1945 года гвардии старшина Попов Семён Кузьмич награждён орденом Славы 1-й степени. Стал полным кавалером ордена Славы.
В 1948 году гвардии старшина Попов был демобилизован.
Вернулся домой. Жил в родном селе, затем в селе Нижнедевицк. Работал механизатором в колхозе. Скончался 30 июня 1999 года. Похоронен Нижнедевицкий район Воронежской области России.

## Награды
- Орден Отечественной войны I степени (24.05.1945)[3]
- Орден Отечественной войны I степени (11.03.1985)[4]
- Орден Отечественной войны II степени (26.04.1945)[5]
- Орден Красной Звезды (14.10.1943)[6]
- Полный кавалер ордена Славы:
  - орден Славы I степени (24.03.1945)[7] ;
  - орден Славы II степени (08.08.1944)[8];
  - орден Славы III степени (07.12.1943)[9];
- медали, в том числе:
  - «За взятие Берлина» (9.6.1945)[10]
  - «В ознаменование 100-летия со дня рождения Владимира Ильича Ленина» (6 апреля 1970)
  - «За победу над Германией в Великой Отечественной войне 1941—1945 гг.» (9 мая 1945[11])[10]
  - «За взятие Кёнигсберга» (9.6.1945)[12]
  - «20 лет Победы в Великой Отечественной войне 1941—1945 гг.» (7 мая 1965[13])
  - «30 лет Победы в Великой Отечественной войне 1941—1945 гг.»[14]
  - 40 лет Победы в Великой Отечественной войне 1941—1945 гг.[15]
  - «30 лет Советской Армии и Флота»[16]
  - «40 лет Вооружённых Сил СССР»[17]
  - «50 лет Вооружённых Сил СССР» (26 декабря 1967[18])
- Знак «25 лет победы в Великой Отечественной войне» (1970)

## Память
- На могиле установлен надгробный памятник
- Его имя увековечено в Главном Храме Вооружённых сил России, и навсегда запечатлено на мемориале «Дорога памяти»